# Tuğçe Şahutoğlu
Tuğçe Şahutoğlu (née le 1er mai 1988 à Mersin) est une athlète turque, spécialiste du lancer du marteau.

## Palmarès
| Date | Compétition                  | Lieu       | Résultat | Marque  |
| ---- | ---------------------------- | ---------- | -------- | ------- |
| 2005 | Championnats du monde cadets | Marrakech  | 5e       | 54,78 m |
| 2012 | Championnats d'Europe        | Helsinki   | 5e       | 70,21 m |
| 2017 | Championnats des Balkans     | Novi Pazar | 2e       | 65,87 m |
| 2021 | Coupe d'Europe des lancers   | Split      | 17e      | 65,14 m |

### Records
| Épreuve           | Performance | Lieu  | Date        |
| ----------------- | ----------- | ----- | ----------- |
| Lancer de marteau | 74,17 m     | Izmir | 19 mai 2012 |